# منتفخات
المنتفخات (الاسم العلمي: Physidae)، تسمى عادةً حلزونات النُفّاخَة، هي فصيلة من حلزونات المياه العذبة الصغيرة التي تتنفس الهواء، وهي من الرخويات بطنيات الأقدام الرئوية المائية وتتبع فيلق Lymnaeoidea.